# جويل لوغان
جويل لوغان (بالإنجليزية: Joel Logan)‏ (1 يناير 1995 بمانشستر في المملكة المتحدة - ) هو لاعب كرة قدم بريطاني في مركز الهجوم. لعب مع نادي روتشديل ونادي ريكسهام ونادي ساوثبورت ونادي ستاليبريدج سيلتيك.

## وصلات خارجية
- جويل لوغان على موقع قاعدة بيانات كرة القدم.إي يو (الإنجليزية)
- جويل لوغان على موقع Soccerbase.com (لاعب) (الإنجليزية)
- جويل لوغان على موقع Soccerway.com (الإنجليزية)